# منیر نورالدین سلجوق
منیر نورالدین سلچوک (ترکی استانبولی: Münir Nurettin Selçuk؛ زاده۱۹۰۰ درگذشت ۲۷ آوریل ۱۹۸۱) خواننده، موسیقی‌دان، هنرپیشه اهل ترکیه بود. وی بین سال‌های ۱۹۲۰ تا ۱۹۸۱ میلادی فعالیت می‌کرد.